# Sportåret 1951

## Händelser

### Amerikansk fotboll
- Los Angeles Rams besegrar Cleveland Browns med 24 - 17 i NFL-finalen.

### Bandy
- 18 mars - Bollnäs GoIF blir svenska mästare genom att i finalen besegra Örebro SK med 3–2 på Stockholms stadion.[1]
- Okänt datum – Svenska Bandyförbundet får på Sibyllegatan i Stockholm sitt första kansli.[2]

### Baseboll
- 10 oktober - American League-mästarna New York Yankees vinner World Series med 4-2 i matcher över National League-mästarna New York Giants.[3]

### Basket
- 21 april - Rochester Royals vinner NBA-finalserien mot New York Knicks.[4]
- 12 maj - Sovjet vinner herrarnas Europamästerskap i Paris genom att finalslå Tjeckoslovakien med 45-44.[5]

### Bordtennis

#### VM
- Lag, herrar – Tjeckoslovakien
- Lag, damer – Rumänien
- Herrsingel – Johnny Leach, Storbritannien
- Damsingel – Angelica Rozeanu, Rumänien

### Boxning
- Jersey Joe Walcott besegrar i en titelmatch Ezzard Charles och övertar världsmästartiteln i tungvikt vid 37 års ålder.

### Brottning

#### VM
- Bertil Antonsson blir världsmästare i fristil, tungvikt.

#### SM
- Kurt Pettersén blir för tionde och sista gången svensk mästare i grekisk-romersk stil, bantamvikt.

### Cykel
- Giro d'Italia vinns för andra gången av Fiorenzo Magni, Italien
- Tour de France vinns av Hugo Koblet, Schweiz
- Vuelta a España kördes inte detta år.
- Linjeloppet i VM vinns av Ferdinand Kubler, Schweiz

### Fotboll
- 28 april - Newcastle United FC vinner FA-cupfinalen mot Blackpool FC med 2-0 på Wembley Stadium.[6]
- 22 juli – Malmö FF vinner Svenska cupen genom att finalslå Djurgårdens IF med 2-1 i Solna.[7]
- Okänt datum – Olle Åhlund, Degerfors IF, tilldelas Guldbollen.
- Okänt datum – Copa del Rey vinns av FC Barcelona
- Okänt datum – Franska cupen vinns av RC Strasbourg
- Okänt datum – Skotska cupen vinns av Celtic FC

#### Ligasegrare / resp. lands mästare
- Belgien – RSC Anderlecht
- Danmark – Akademisk Boldklub
- England - Tottenham Hotspur FC
- Frankrike - OGC Nice
- Italien - AC Milan
- Nederländerna – PSV Eindhoven
- Spanien - Club Atlético de Madrid
- Skottland - Hibernian FC
- Sverige - Malmö FF
- Västtyskland - 1. FC Kaiserslautern

### Friidrott
- 31 december - Erich Kruzicky, Västtyskland vinner Sylvesterloppet i São Paulo.[8]
- Shigeki Tanaka, Japan vinner Boston Marathon.[9]

#### Världsrekord

##### Herrar
- 100 m – Emman McDonald Bailey, Storbritannien 10,2 i Belgrad (tangering)
- 200 m – Andrew Stanfield, USA 20,6 i Philadelphia
- Gång (50 km) - John Ljunggren, Sverige, vid tävlingar 29 juli i Gislaved
- Tresteg – Adhemar Ferreira da Silva, Brasilien; 16,01 i Rio de Janeiro

##### Damer
- 400 m – Zoya Petrova, Sovjetunionen 56,0 i Moskva
- 400 m – Valentina Pomogajeva, Sovjetunionen 56,0 i Minsk (tangering)
- 800 m – Valentina Pomogajeva, Sovjetunionen 2.12,2 i Moskva
- 800 m – Nina Pletniova, Sovjetunionen 2.12,0 i Minsk
- Höjd – Sheila Lerwill, Storbritannien 1,73 i London
- Diskus – Nina Dumbadze, Sovjetunionen; 53,37 i Gori

### Golf

#### Herrar
- Mest vunna vinstpengar på PGA-touren: Lloyd Mangrum med $26 089

##### Ryder Cup
- USA besegrar Storbritannien med 9½ - 2½

##### Majorstävlingar
- British Open vinns av Max Faulkner, Storbritannien
- US Open vinns av Ben Hogan, USA
- PGA Championship vinns av Sam Snead, USA
- The Masters vinns av Ben Hogan, USA

#### Damer
- US Womens Open - Betsy Rawls, USA

### Handboll
- AIK vinner SM-guld.

### Hästsport

#### Galopp
- Galopphästen Citation blir den första hästen att totalt springa in en miljon dollar, då han segrar i Hollywood Gold Cup på Hollywood Park Racetrack i karriärens sista start.

### Ishockey
- 28 februari - Hammarby IF blir svenska mästerskapet i ishockey 1951 efter finalvinst mot Södertälje SK med 3-2.[10]
- 19 mars - Världsmästerskapet spelas i Paris och vinns av Kanada före Sverige och på tredje plats Schweiz.[11]
- 20 april - Stanley Cup vinns av Toronto Maple Leafs, som besegrar Montreal Canadiens med 4 matcher mot 1 i slutspelet.[12]
- Okänt datum – Kanadensiske tränaren Lloyd Percival publicerar "The Hockey Handbock", som bland annat innehåller den revolutionerande idén om forecheckingen.[13]

### Konståkning

#### VM
- Herrar - Dick Button, USA
- Damer - Jeanette Altwegg, Storbritannien
- Paråkning - Ria Baran & Paul Falk, Västtyskland

#### EM
- Herrar; Helmut Seibt, Österrike
- Damer - Jeanette Altwegg, Storbritannien
- Paråkning – Ria Baran & Paul Falk, Västtyskland

### Motorsport
- 28 oktober - FIA-världsmästerskapet (formel 1) vinns av Juan Manuel Fangio, Argentina i  Alfa Romeo.
- Britterna Peter Walker och Peter Whitehead vinner Le Mans 24-timmars med en Jaguar XK120C.

### Skidor, alpina grenar

#### Herrar

##### SM
- Slalom vinns av Olle Dahlman, Leksands SLK. Lagtävlingen vinns av IFK Östersund
- Storslalom vinns av Olle Dahlman, Leksands SLK. Lagtävlingen vinns av IFK Östersund
- Störtlopp vinns av Hans Hansson, Åre SLK. Lagtävlingen vinns av Åre SLK

#### Damer

##### SM
- Slalom vinns av Sara Thomasson, Åre SLK.
- Storslalom vinns av Kerstin Winnberg-Ahlqvist, Djurgårdens IF
- Störtlopp vinns av Margareta Jacobsson, Sollefteå GIF.

### Skidor, nordiska grenar
- 4 mars - Nils ”Mora-Nisse” Karlsson, IFK Mora vinner Vasaloppet.[14]

#### Herrar

##### SM
- 15 km vinns av Nils Karlsson, IFK Mora. Lagtävlingen vinns av IFK Mora.
- 30 km vinns av Sven Bergqvist, Skellefteå SK. Lagtävlingen vinns av Skellefteå SK.
- 50 km vinns av Nils Karlsson, IFK Mora. Lagtävlingen vinns av IFK Mora.
- Stafett 3 x 10 km vinns av Hammerdals IF med laget Herman Pettersson, Melker Risberg och Göran Thor
- Backhoppning vinns av Bror Östman, IF Friska Viljor. Lagtävlingen vinns av IF Friska Viljor.
- Nordisk kombination vinns av Clas Haraldsson, Lycksele IF,  Lagtävlingen vinns av IFK Kiruna..

#### Damer

##### SM
- 10 km vinns av Märta Norberg, Vårby IK. Lagtävlingen vinns av Vårby IK.
- Stafett 3 x 7 km vinns av Vårby IK med laget Berta Hallqvist, Anna Strandberg och Märta Norberg.

### Skridskor

#### VM

##### Herrar
- - 500 m
- 1 Susumu Naito, Japan – 43,0
- 2 Wim van der Voort, Nederländerna – 43,6
- 3 Johnny Cronshey, Storbritannien – 44,1
  - 1 500 m
- 1 Wim van der Voort, Nederländerna – 2.17,7
- 2 Hjalmar Andersen, Norge – 2.19,4
- 3 Roald Aas, Norge – 2.21,2
  - 5 000 m
- 1 Hjalmar Andersen, Norge – 8.27,9
- 2 Johnny Cronshey, Storbritannien – 8.40,2
- 3 Carl-Erik Asplund, Sverige – 8.48,2
  - 10 000 m
- 1 Hjalmar Andersen, Norge – 19.31,8
- 2 Henry Wahl, Norge – 19.56,3
- 3 Johnny Cronshey, Storbritannien – 20.07,6
  - Sammanlagt
- 1 Hjalmar Andersen, Norge – 200,147
- 2 Johnny Cronshey, Storbritannien – 204,033
- 3 Kornél Pajor, Ungern – 205,248

##### Damer
- - 500 m
- 1 Randi Thorvaldsen, Norge – 49,4
- 2 Eevi Huttunen, Finland – 50,8
- 3 Maj-Britt Almer, Sverige – 53,0
  - 1 000 m
- 1 Eevi Huttunen, Finland – 1.42,5
- 2 Randi Thorvaldsen, Norge – 1.42,6
- 3 Ragnhild Mikkelsen, Norge – 1.54,6
  - 3 000 m
- 1 Eevi Huttunen, Finland – 5.39,1
- 2 Randi Thorvaldsen, Norge – 5.56,0
- 3 Maj-Britt Almer, Sverige – 6.13,3
  - 5 000 m
- 1 Eevi Huttunen, Finland – 9.45,8
- 2 Randi Thorvaldsen, Norge – 9.54,8
- 3 Maj-Britt Almer, Sverige – 10.29,4
  - Sammanlagt
- 1 Eevi Huttunen, Finland – 217,149
- 2 Randi Thorvaldsen, Norge – 219,513
- 3 Ragnhild Mikkelsen, Norge – 239,630

### Tennis

#### Herrar
- 28 december - Australien vinner Davis Cup genom att finalbesegra USA med 3-2 i Sydney.[15]

##### Tennisens Grand Slam
- Australiska öppna -  Dick Savitt, USA
- Franska öppna – Jaroslav Drobny, Tjeckoslovakien
- Wimbledon – Dick Savitt, USA
- US Open – Frank Sedgman, Australien

#### Damer

##### Tennisens Grand Slam
- Australiska öppna – Nancye Wynne Bolton, Australien
- Franska öppna – Shirley Fry, USA
- Wimbledon – Doris Hart, USA
- US Open – Maureen Connolly, USA

### Travsport
- Travderbyt körs på  Solvalla travbana i  Stockholm. Segrare blir det svenska stoet   Madame Song (SE)  e Peter Song (US) – French Lick Gal  (US) e Mr McElwyn  (US). Kilometertid: 1.25,5   Körsven:  Sören Nordin
- Travkriteriet vinns av den svenska hingsten   J’accuse (SE)  e. Bulwark (US) – Berta Spencer (SE) e Spencer (US). Kilometertid:1.26,4 Körsven: Gunnar Nordin

### Volleyboll
- 21 september - Sovjet vinner damernas Europamästerskap i Paris före Polen och Jugoslavien.[16]
- 22 september - Sovjet vinner herrarnas Europamästerskap i Paris före Bulgarien och Frankrike.[16]

## Evenemang
- VM i bordtennis anordnas i Wien, Österrike
- VM i cykelsport anordnas i Varese, Italien
- VM i hastighetsåkning på skridskor, herrar anordnas i Davos, Schweiz
- VM i hastighetsåkning på skridskor, damer anordnas i Eskilstuna, Sverige
- VM i ishockey anordnas i Paris,  Frankrike.
- VM i konståkning anordnas i Milano, Italien.
- EM i basket anordnas i Paris, Frankrike
- EM i konståkning anordnas i Zürich, Schweiz.

## Födda
- 22 januari – Ondrej Nepela, tjeckoslovakisk konståkare
- 26 januari - Jarmila Kratochvílová, tjeckoslovakisk friidrottare
- 14 februari - Kevin Keegan, engelsk fotbollsspelare.
- 15 februari – Markku Alén, finländsk rallyförare
- 25 februari - Don Quarrie, jamaicansk friidrottare.
- 28 februari - Gustavo Thöni, italiensk alpin skidåkare.
- 4 mars - Kenny Dalglish, skotsk fotbollsspelare och -tränare.
- 13 april - Joachim Streich, tysk fotbollsspelare.
- 29 april – Dale Earnhart, amerikansk racerförare (NASCAR)
- 12 maj - Gunnar Larsson, svensk simmare, OS-guldmedaljör
- 15 maj - Kaye Hall, amerikansk simmare, OS-guldmedaljör
- 2 juni - Arnold Mühren, nederländsk fotbollsspelare.
- 4 juni – Bronislaw Malinowski, polsk friidrottare
- 28 juli - Ray Kennedy, engelsk fotbollsspelare.
- 31 juli - Evonne Goolagong, australisk tennisspelare.
- 7 augusti – Gary Hall Sr, amerikansk simmare
- 8 augusti - Louis van Gaal, nederländsk fotbollstränare
- 5 september – Paul Breitner, tysk fotbollsspelare
- 13 september - Sven-Åke Nilsson, svensk professionell cyklist
- 15 september - Johan Neeskens, nederländsk fotbollsspelare.
- 20 september – Guy Lafleur, kanadensisk ishockeyspelare
- 8 oktober - Timo Salonen, finländsk rallyförare.
- 15 oktober – Roscoe Tanner, amerikansk tennisspelare
- 17 oktober – Oloph Granath, svensk hastighetsåkare på skridsko
- 25 november - Johnny Rep, nederländsk fotbollsspelare.

## Avlidna
- 22 januari - Harald Bohr, dansk matematiker och fotbollsspelare.
- 2 maj - Oscar Winge, svensk skådespelare, regissör, teaterledare och friidrottare.

### Fotnoter
1. ↑  Erik Jonsson (18 mars 1951). ”1950–1959”. Svenska Bandyförbundet. Arkiverad från originalet den 17 mars 2020. https://web.archive.org/web/20200317215225/https://www.svenskbandy.se/BANDYFINALEN/HISTORIK/Svenskamastare/Herrar/1950-1959. Läst 18 mars 2020.
2. ↑  ”Bandyhistoria 1920–1943”. Svenska Bandyförbundet. https://www.svenskbandy.se/BANDY-INFO/FORBUNDET/Historikochstatistik/Historiskamilstolpar/Bandyhistoria1920-1943/. Läst 2 september 2011.
3. ↑  ”1951 World Series” (på engelska). Baseball-Reference.com. http://www.baseball-reference.com/postseason/1951_WS.shtml. Läst 14 juli 2015.
4. ↑  ”Basketball Reference”. http://www.basketball-reference.com/leagues/NBA_1951_games.html. Läst 25 augusti 2011.
5. ↑  ”Sport Statistics”. Arkiverad från originalet den 3 juli 2015. https://web.archive.org/web/20150703203633/http://todor66.com/basketball/Europe/Men_1951.html. Läst 24 augusti 2011.
6. ↑  ”England FA Challenge Cup 1950/1951” (på engelska). RSSSF. http://www.rsssf.com/tablese/engcup1951.html. Läst 19 augusti 2012.
7. ↑  Jimmy Lindahl (10 mars 2005). ”Svenska cupen – finalmatcher”. Bolletinen. http://www.bolletinen.se/sfs/pdf/stat_h_allsvens_1941_2005_stat_herr_cupen_finalmatcher.pdf. Läst 21 augusti 2012.
8. ↑  ”1950” (på portugisiska). Sylvesterloppet. Arkiverad från originalet den 1 mars 2014. https://web.archive.org/web/20140301035933/http://www.saosilvestre.com.br/1950. Läst 19 augusti 2012.
9. ↑  ”Boston Marathon”. Arkiverad från originalet den 27 april 2015. https://web.archive.org/web/20150427035419/http://www.baa.org/races/boston-marathon/boston-marathon-history/past-champions/past-mens-open-champions.aspx. Läst 9 april 2011.
10. ↑  ”Championnat de Suède 1950/51” (på franska). Hockey Archives. 28 februari 1951. https://www.hockeyarchives.info/Suede1951.htm. Läst 15 augusti 2011.
11. ↑  ”Championnats du monde 1951” (på franska). Hockey Archives. 19 mars 1951. https://www.hockeyarchives.info/mondial1951.htm. Läst 15 augusti 2011.
12. ↑  ”NHL 1950/51” (på franska). Hockey Archives. https://www.hockeyarchives.info/NHL1951.htm. Läst 23 mars 2020.
13. ↑  Norlin, Arne. Hockey - de tuffa lirarnas spel. Rabén & Sjögren
14. ↑  ”Historiska segrare”. Vasaloppet. Arkiverad från originalet den 22 mars 2020. https://web.archive.org/web/20200322121012/https://www.vasaloppet.se/wp-content/uploads/sites/1/2019/09/historiska_segrare_vasaloppet_sve_2019-09-18.pdf. Läst 5 september 2011.
15. ↑  ”Davis Cup”. http://www.daviscup.com/en/results/tie/details.aspx?tieId=10000734. Läst 20 augusti 2011.
16. 1 2  ”Sport Statistics”. Arkiverad från originalet den 26 juni 2015. https://web.archive.org/web/20150626135516/http://todor66.com/volleyball/Europe/Men_1950.html. Läst 24 augusti 2011.